# Ghaban Kandi
Ghaban Kandi – wieś w Iranie, w ostanie Azerbejdżan Zachodni, w szahrestanie Szahin Deż. W 2006 roku liczyła 835 mieszkańców.